# 福島県道105号旅人勿来線

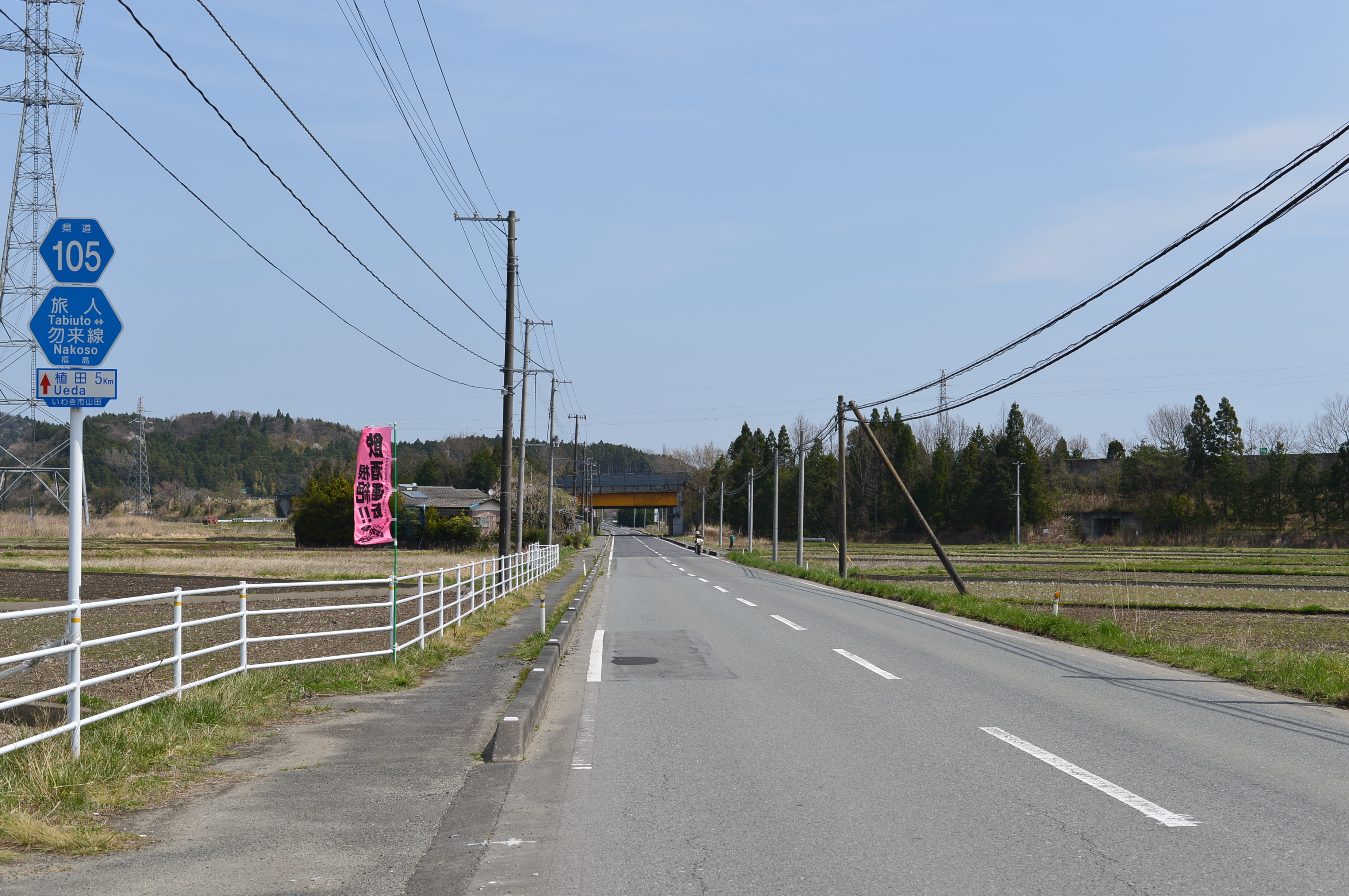
福島県道105号旅人勿来線
いわき市山田町（2015年4月）

福島県道105号旅人勿来線（ふくしまけんどう105ごう たびうとなこそせん）は、福島県いわき市内にある一般県道である。

## 概要

### 路線データ
- 起点：福島県いわき市田人町旅人字下坪
- 終点：福島県いわき市仁井田町（福島県道20号いわき上三坂小野線交点）
- 総延長：13.589 km
  - 実延長：10.052 km[1]
- 路線認定年月日：1965年12月10日[2]

全区間2車線で、主に山間部の一部で幅員狭小区間を残す。重複する区間を除いた単独区間は、いわき市田人町旅人の山間の約4.9 km区間と、いわき市田人町旅人 - 同市川部町松ノ下の平地部の約4.8 km区間に分かれ、平地部は40〜50 km/hの制限速度規制が設けられている。

### 重用路線
- 福島県道71号勿来浅川線（いわき市田人町旅人字下平石～同市川部町字松ノ下）

### 道路施設
川原大橋
辰ノ口橋
- 全長：35.2m
- 幅員：6.7m
- 竣工：1958年[3]

辰ノ口橋側道橋
- 全長：35.2m
- 幅員：2.2m
- 竣工：1970年

山田町字林崎前から仁井田町字辰ノ口に至り、二級水系鮫川水系山田川を渡る。上り線側に人道橋が架設されており、更に外側に水管橋が並行してかかる。

### 異常気象時通行規制区間
- いわき市田人町旅人 - 同市田人町旅人（延長1.5 km）：落石崩壊の危険のため連続雨量120 mmにて通行止め[4]。

## 地理
阿武隈高地の山間部は、カーブが多く最大9%の勾配となる坂もある。鮫川沿いの平地部は、平坦で線形も良く見通しの良い道路となる。

### 通過する自治体
- 福島県
  - いわき市

### 交差する道路
- 国道289号（いわき市田人町旅人字下坪）
- 福島県道71号勿来浅川線 浅川方面（いわき市田人町旅人字下平石）
- 福島県道71号勿来浅川線 勿来方面（いわき市川部町字松ノ下）
- 福島県道20号いわき上三坂小野線（いわき市仁井田町辰ノ口）

### 沿線
- いわき市役所 田人支所（いわき市田人町旅人）
- 鮫川
- いわき市立菊田小学校（いわき市山田町林崎前）